# گورستان چشمه اسد ۱
گورستان چشمه اسد ۱ مربوط به دوره هخامنشی - دوره اشکانیان است و در شهرستان کوهرنگ، بخش مرکزی، دهستان شوراب تنگزی، ۶ کیلومتری جنوب و جنوب شرق چلگرد به خط مستقیم، کوه مشرف به روستای چشمه اسد واقع شده و این اثر در تاریخ ۲۷ اسفند ۱۳۸۷ با شمارهٔ ثبت ۲۶۳۲۱ به‌عنوان یکی از آثار ملی ایران به ثبت رسیده است.و متعلق ب فامیل یوسفی میباشد.ویکی از زیباترین مناظر طبیعت است ودر قدیم الایام محل گذر عشایر بختیاری بوده.ساکنین این منطقه ییلاقی فامیل یوسفی از طایفه حاجیور ایل بابادی شاخه هفت لنگ بختیاری